# Экман, Отто
Отто Экман (нем. Otto Eckmann; 19 ноября 1865[…], Гамбург, Германский союз — 11 июня 1902[…], Баденвайлер)  —   живописец, график, мастер книжной иллюстрации и проектировщик мебели немецкого югендстиля.

## Жизнь и творчество
Отто Экман родился в Гамбурге, учился в коммерческом училище, затем в Гамбургской Школе художественных ремёсел (Kunstgewerbeschule), продолжал образование в Нюрнбергской академии художеств. В 1885—1890 годах учился в Мюнхенской академии художеств. До 1894 года Экман успешно работал в качестве живописца, преимущественно в жанре пейзажа. С 1894 года увлёкся изучением японской гравюры и техники цветной ксилографии (многокрасочной гравюры на дереве). Также под влиянием японского искусства Экман работал в книжной графике, проектировал мебель, создавал рисунки для набивных тканей. Именно Экман успешно соединил характерные для культуры модерна флоральные (растительные) мотивы северной природы с приёмами японской графики, что со временем стало характерной чертой немецкого югендстиля. Отто Экман сотрудничал с многими архитекторами-декораторами югендстиля и раннего конструктивизма: Б. Панкоком, Г. Обристом, Р. Римершмидом.  
Отто Экман с 1895 года работал в качестве художника-иллюстратора в литературно-художественном журнале Pan, с 1896 года был постоянным сотрудником и одним из авторов журнала Jugend. Сотрудничал в немецких издательствах (Cotta, Diederichs, Scherl and Seemann, S. Fischer Verlag). Разработал логотип журнала "Неделя" (Die Woche).  Отто Экман в 1900—1902 годах, до прихода Петера Беренса, сотрудничал с Всеобщей электрической компанией (AEG). Будучи сотрудником Школы художественного текстиля Шерребек, художник создал эскиз тканого настенного полотна «Пять лебедей», ставшего одним из символов немецко-австрийского югендстиля. Экман преподавал декоративное искусство в Берлинской художественной школе и рисунок в Мюнхенской академии художеств. 
По заказу Карла Клингспора, руководителя литейного цеха типографского производства в Оффенбахе, в 1899 году О. Экман разработал новую гарнитуру немецкого алфавита, известную под названием "экманский шрифт", ставшую наиболее распространённым шрифтом югендстиля. В 1902 году О. Экман создал серию рисунков для «шоколадного короля» Людвига Штольверка за гонорар в 1000 рейхсмарок.
Отто Экман скончался от туберкулёза в Баденвайлере в 1902 году. В честь художника названа одна из улиц его родного города (Eckmannsweg).

## Галерея

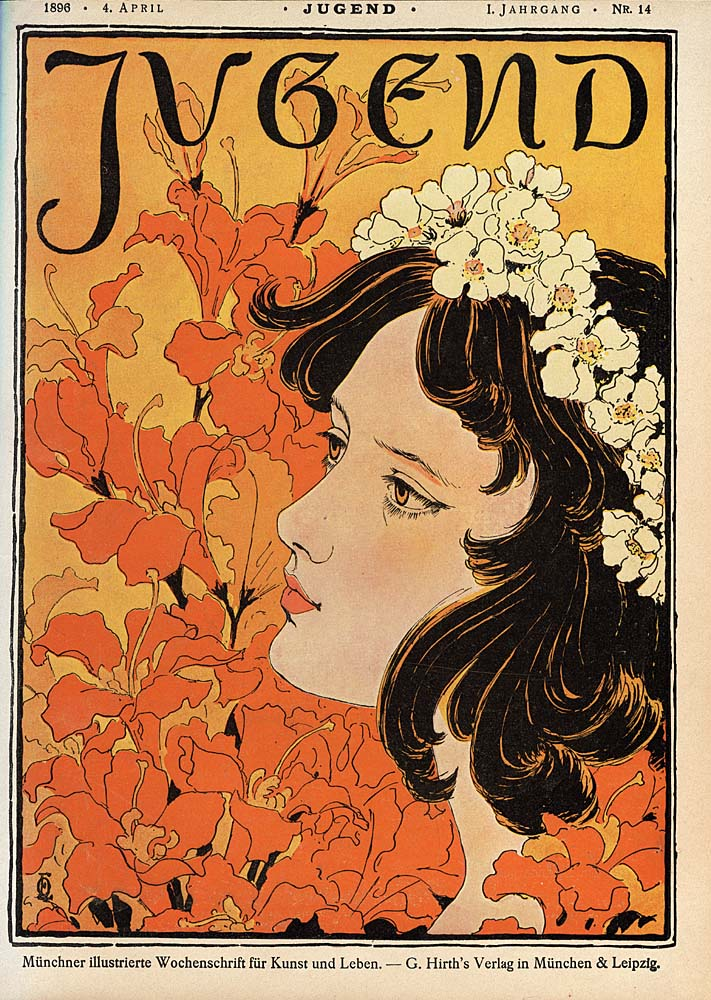
Обложка журнала Jugend работы О.Экмана, 1896
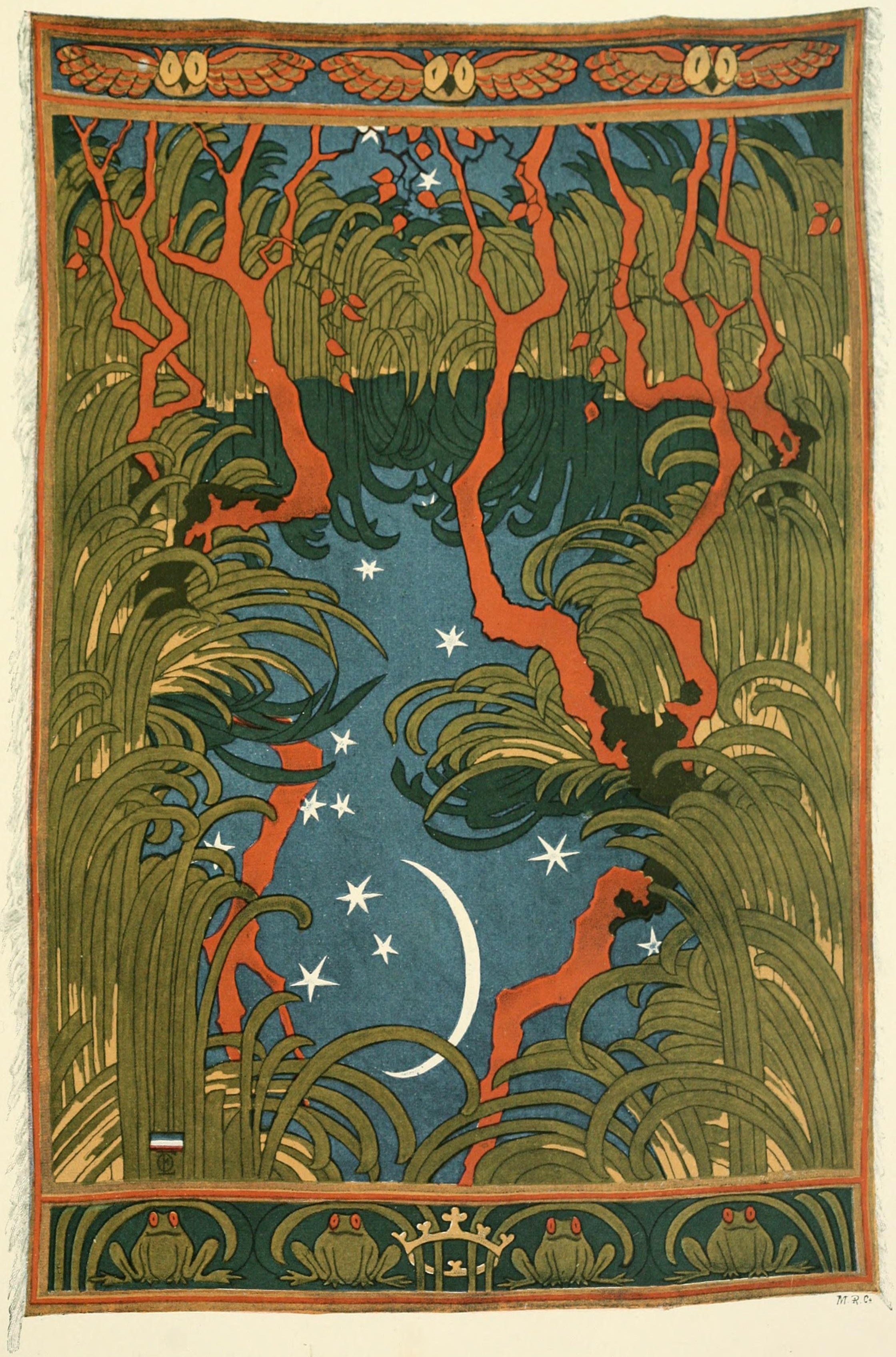
Лесное озеро
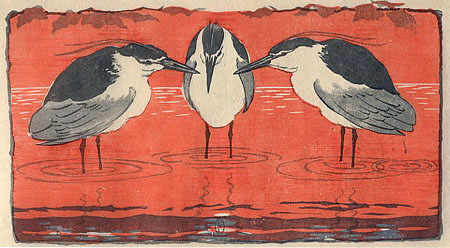
Цапли, ксилография 1896
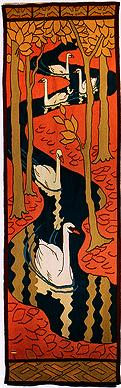
Пять лебедей, 1897
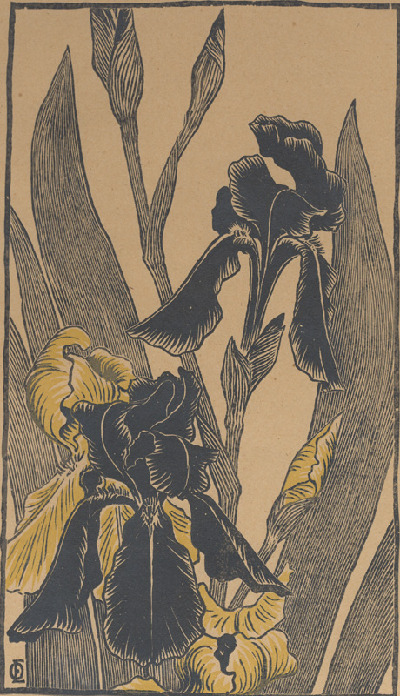
Лилии